# Валя-Маре (Олт)
Валя-Маре (рум. Valea Mare) — село у повіті Олт в Румунії. Адміністративний центр комуни Валя-Маре.
Село розташоване на відстані 131 км на захід від Бухареста, 7 км на північний схід від Слатіни, 52 км на схід від Крайови.

## Населення
За даними перепису населення 2002 року у селі проживали 1662 особи, усі — румуни. Усі жителі села рідною мовою назвали румунську.